# Де Вулф, Ричард Кросби
Ричард Кросби Де Вулф (1875—1947) — регистратор авторских прав в 1944—1945 годах и один из первых учёных в сфере авторского права в США, который предложил полностью дизъюнктивное толкование пункта Конституции США об авторских правах.

## Биография
Де Вольф родился в Де-Мойне, штат Айова, в 1875 году. В течение двух лет он учился в Массачусетском технологическом институте, затем в 1899 году стал в ряды корпуса морской пехоты США и участвовал в боевых действиях испано-американской войны. Впервые он начал работать в Бюро авторского права США в 1907 году. В 1913 году он получил степень бакалавра права на юридическом факультете Университета Джорджа Вашингтона. В конечном счёте в 1918 году он покинул Бюро авторских прав и занялся частной юридической практикой.
В течение следующих нескольких десятилетий Де Вулф попеременно работал в Бюро авторского права, а 1 января 1945 года он был назначен временным регистратором авторских прав, заменив Клемента Линкольна Бувэ. Он занимал пост до 1 февраля 1945 года, когда четвёртым регистратором авторских прав был назначен Сэм Басс Уорнер. Де Вулф умер 8 марта 1947 года и похоронен в Сент-Огастине, штат Флорида.
Ричард Де Вулф известен как один из самых ранних преподавателей авторского права в США как отдельного предмета.
Де Вулф также отмечен как один из самых ранних учёных, предложивших полностью дизъюнктивное толкование конституционной нормы об авторских правах. Норма, которая даёт Конгрессу право выдавать патенты и авторские права, гласит:

Конгресс имеет право […] поощрять развитие наук и полезных искусств, ограждая на определенный срок права собственности авторов и изобретателей на их произведения и открытия.

Де Вулф в своей книге «Очерк об авторском праве» писал, что можно было бы истолковать это заявление дизъюнктивно, как иллюстрирующее отдельные полномочия посвящать авторские права и патенты. Таким образом, в нём говорится, что, «во-первых, прогресс науки будет способствовать обеспечению авторам право на их трудах, и, во-вторых, прогресс полезных искусств будет способствовать обеспечению изобретателям права на их открытия». Верховный суд одобрил эту точку зрения в 1966 году в деле Грэм против Deere & Company со ссылкой на «Очерк об авторском праве.»